# Pseudorgyia russula
Pseudorgyia russula là một loài bướm đêm trong họ Erebidae.